# Yin Fatang
Yin Fatang, född i juli 1922 i Feicheng, Shandong, död 20 juni 2025, var en kinesisk kommunistisk militär och politiker.
1938 gick han med i Åttonde routearmén, föregångare till Folkets befrielsearmé, och Kinas kommunistiska parti. 1951 deltog han i införlivandet av Tibet i Folkrepubliken Kina och bodde därefter i regionen i 20 år och var en av ett fåtal kinesiska funktionärer som lärde sig tala tibetanska. Han hade nära band med Deng Xiaoping och Hu Yaobang.
I samband med reform- och öppningspolitiken blev han utsedd till partisekreterare i Tibet och blev därmed den egentlige makthavaren i regionen. Yin gick i bräschen för en liberalisering av politiken i Tibet, men på ett möte med den regionala folkkongressen i maj 1984 attackerade han Dalai Lama öppet och sade att han inte var välkommen tillbaka till Kina om han inte erkände sina misstag. Detta signalerade en skärpning av Pekings politik gentemot Tibet. Året därpå lämnade Yin sin post och befordrades till viktiga befattningar i centralregeringen.